# Monte submarino James Healy
El monte submarino James Healy (anteriormente monte submarino Healy, Volcán Healy) es un volcán submarino situado entre los montes submarinos de la dorsal sur de Kermadec, al sur de las islas Kermadec de Nueva Zelanda. Consta de un cono volcánico que alcanza una profundidad de 1150 metros bajo el nivel del mar, dos calderas de 2-2,5 kilómetros y 1,3 kilómetros de ancho y un cono parásito que alcanza una profundidad de 950 metros bajo el nivel del mar. Los flancos del volcán están cubiertos de piedra pómez y rocas volcánicas, y en el interior de la caldera se producen fumarolas hidrotermales.
La caldera parece haberse formado en una gran erupción explosiva que pudo haber generado una balsa de piedra pómez. Se sospecha que parte de la "Piedra pómez de Loisels" de Nueva Zelanda se originó en esta erupción, que tuvo lugar 590±80 años antes del presente (1950). También se sospecha que el Healy fue el origen de un tsunami que afectó a las comunidades maoríes durante el siglo XV, y que puede seguir constituyendo un peligro de tsunami. 

## Geografía y geología

### Regional
El fondo marino al noreste de Nueva Zelanda está dominado por cuatro estructuras, de este a oeste: la fosa de Kermadec, la dorsal Tonga-Kermadec, la fosa de Havre y la dorsal de Colville.En la fosa de Kermadec, la placa del Pacífico subduce bajo la placa Australiana a un ritmo de unos 52 milímetros por año a la latitud del monte submarino James Healy.Esto da lugar a un sistema de arco insular con subducción en la fosa de Kermadec y extensión en la fosa de Havre;esta última separa la microplaca de Kermadec de la placa de Australia. El proceso de subducción provoca el vulcanismo en el arco de Kermadec, de 1200 km de longitud, y sus extensiones septentrional y meridional, el arco de Tofua en Tonga y la zona volcánica de Taupo en Nueva Zelanda. El vulcanismo se ha desplazado hacia el sudeste durante los últimos cinco millones de años, hasta desembocar en el frente actual hace 770 000 años y producir un conjunto bimodal de rocas: principalmente basalto, pero también dacita y riolita, en particular durante erupciones recientes.
Alrededor de trece volcanes forman el arco Kermadec Meridional, el sector del arco Tonga-Kermadec situado directamente al norte de Nueva Zelanda y mejor estudiado que el resto del arco. Muchos de los volcanes están situados entre 15 y 25 kilómetros al oeste de la dorsal Kermadecy alcanzan profundidades de menos de 1 kilómetro por debajo del nivel del mar. Han erupcionado rocas como basalto y andesita en forma de coladas de lava, lavas almohadilladas y flujos piroclásticos, así como sus homólogos de brecha e hialoclastita. Siete volcanes son activos desde el punto de vista hidrotermal y dos de ellos,el volcán Brothers y el Healy, presentan calderas silícicas. El Healy forma parte de una cadena de volcanes con dirección noroeste, que incluye el Giljanes, el Yokosuka y el Rapuhia.

## Local
El volcán Healy, también conocido como monte submarino James Healy y que debe su nombre al geólogo James Healy,se encuentra al noreste de Nueva Zelanday está totalmente sumergido. Se trata de un volcán submarino de 7 kilómetros de ancho y 15 kilómetros de largo, con orientación noreste-suroeste. que consta de tres edificios individuales, la caldera Healy, el edificio Healy y el volcán Cotton, y fue descubierto en 1965 por HMNZS Tui (T234).La caldera Healy es la caldera nororiental, de 2-2,5 km de ancho, con un borde de 250-400 metros de altura. El edificio central Healy alcanza los 1150 metros por debajo del nivel del mar.Al suroeste se encuentra un cono simple, el volcán Cotton, que alcanza los 950 metros por debajo del nivel del mar.En el fondo sureste de la caldera se encuentran pequeños conos.Al sur del edificio Healy se encuentra una segunda caldera de 1,3 kilómetros de ancho y 50-100 metros de profundidad (por debajo del borde de la caldera).
La superficie del volcán está formada por afloramientos de rocas félsicas, lapilli y brechas piroclásticas. Unos 50 kilómetros cuadrados del volcán están cubiertos de piedra pómez,la mayor parte de los flancos están cubiertos de arenas fangosas y aventadas, piroclastos y raramente afloramientos.Los flancos y el suelo de la caldera están cubiertos principalmente por lapilli y cantos rodados.Existen numerosas evidencias de la erosión de los sedimentos del fondo por las corrientes oceánicas, tanto en las laderas del volcáncomo en su caldera.Se considera que el volumen total del volcán es de unos 68,9 kilómetros cúbicos.

## Historia de las erupciones
La evidencia de las muestras dragadas indica que la caldera Healy se formó a través de una o varias erupciones catastróficas.Algunas rocas pueden haberse formado durante erupciones de formación de domos de lava.Aunque improbable, la caldera Healy puede ser en realidad un cráter de explosión. Los datos de los hidrófonos indican que una erupción tuvo lugar ya fuese en el volcán Brothers o en el Healy en 2015.

### Erupción de 590 BP
La erupción que dio lugar a la piedra pómez de Healy pudo haber ocurrido 590 ± 80 años antes del presente. Se ha reconstruido que fue una erupción piroclástica de gran volumen, que generó una columna de erupción submarina que no interactuó fuertemente con el agua de mar circundantey sólo contó con un componente freatomagmático menor.La erupción se habría producido a unos 500-900 metros de profundidade implicó unos 5 kilómetros cúbicos de material piroclástico,que formó unos 10-15 kilómetros cúbicos de piedra pómez y provocó el colapso y la formación de la caldera Healy. Parte de la columna eruptiva podría haber ascendido a la superficie, creando posiblemente una balsa de piedra pómez que habría sido transportada a Nueva Zelanda por las corrientes y remolinos oceánicos.
La erupción de 590 ± 80 pudo haber desencadenado un tsunamique afectó a Nueva Zelanda.En el noreste de Nueva Zelanda, los depósitos de tsunamis de Henderson Bay, Whangapoua Bay,Waihi Beach, Ohiwa Harbour (ambos en Bay of Plenty)y la península de Tāwharanuipueden estar relacionados con la erupción que formó la caldera Healy,aunque el vínculo no es definitivo.Existen pruebas de que un tsunami en el siglo XV afectó a las poblaciones maoríes, provocando un desplazamiento de los asentamientos de las zonas costeras a las colinas;este tsunami pudo haberse originado en la caldera Healy o estar correlacionado con un tsunami de 1420 en Japón.Otros tsunamis prehistóricos en Nueva Zelanda pudieron haber sido causados por la actividad o los colapsos del volcán Healy o de otros volcanes del arco Kermadec.

#### Piedra pómez de Loisels
La piedra pómez de origen marino es común en Nueva Zelanda. En 1962 se identificó una formación de piedra pómez en el norte de Nueva Zelanda y en las islas Chatham, 900 kilómetros más al este, y se le dio el nombre de "piedra pómez de Loisels" por la playa donde se identificó.Esta piedra pómez tiene una importancia científica derivada de su antigüedad, que es directamente posterior a la llegada de los maoríes a Nueva Zelanda y puede utilizarse para correlacionar yacimientos costeros.Se han encontrado piedras pómez que pueden formar parte de la piedra pómez de Loisels hasta la isla Fraser en Australia,aunque esta identificación es discutible.
La composición y los lugares de hallazgo de la piedra pómez de Loisels implican claramente que fue el producto de erupciones volcánicas en el arco de Tonga-Kermadec y no del vulcanismo en la masa continental de Nueva Zelanda. Aunque en un principio se supuso que procedía de un único evento eruptivo, las consideraciones químicas y cronológicas implican que es el producto de múltiples eventos volcánicos. Una parte de la piedra pómez de Loisels tiene un aspecto y una composición similares a las de Healy y probablemente se originó allí;podría haber sido transportada a tierra por tsunamis. Otra posibilidad es que la piedra pómez de Loisels se formara en una erupción anterior a la caldera de Healy.

### Actividad hidrotermal

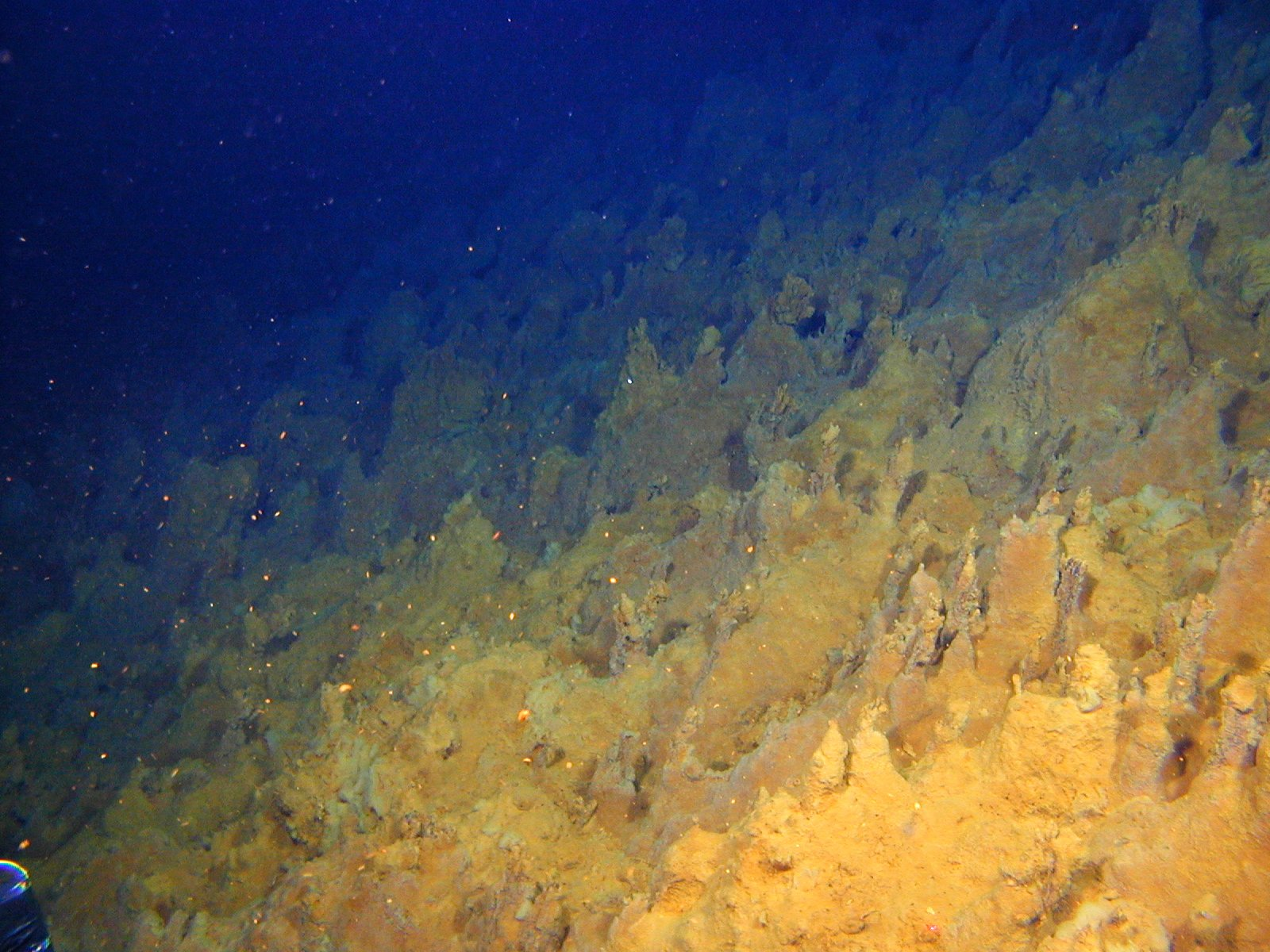
Tapetes microbianos en Healy

La ventilación hidrotermal se produce en el suelo meridional de la caldera de Healyy produce descargas ricas en metalesy montículos de óxido de hierro.No hay pruebas de actividad hidrotermal en el volcán Cottony, a diferencia de los demás volcanes del arco Kermadec, no se conocen comunidades animales quimiosintéticas en Healy.
La actividad hidrotermal da lugar a un penacho particular por encima del volcány a numerosos penachos submarinos vinculados en su mayoría a la caldera y sus paredes.Junto con el volcán Brothers, Healy es uno de los dos volcanes con mayor actividad hidrotermal del sur del arco Kermadec.Si el sur del arco Kermadec es representativo de las emisiones hidrotermales de los arcos volcánicos de otras partes del mundo, dichas emisiones pueden constituir una parte significativa del presupuesto hidrotermal global.

## Peligros
Una erupción generadora de tsunamis en Healy se ha tenido en cuenta en la modelización de catástrofes en ciudades del norte de Nueva Zelanda.Una erupción similar a la del Krakatau en Healy podría provocar un tsunamicomparable al resultante de un terremoto en la fosa de Kermadeccon olas de varios metros de altura máxima en la bahía de Plenty y en otras zonas del noreste de Nueva Zelanda.Sin embargo, el riesgo actual de que se repita un suceso de este tipo es bajo.